# Finlande aux Jeux olympiques d'hiver de 2014
La Finlande participe aux Jeux olympiques d'hiver de 2014 à Sotchi en Russie du 7 au 23 février 2014. Il s'agit de sa vingt-deuxième participation à des Jeux d'hiver.

## Liste des médaillés
| Sport                  | Discipline                | Athlète(s) | Date       |
| Médaille d'or : 1      |                           | |            |
| Ski de fond            | Sprint par équipes hommes | Sami Jauhojärvi Iivo Niskanen | 19 février |
| Médaille d'argent : 3  |                           | |            |
| Snowboard              | Slopestyle femmes         | Enni Rukajärvi | 9 février  |
| Ski de fond            | Relais femmes             | Anne Kyllönen Aino-Kaisa Saarinen Kerttu Niskanen Krista Lähteenmäki | 15 février |
| Ski de fond            | Sprint par équipes femmes | Aino-Kaisa Saarinen Kerttu Niskanen | 19 février |
| Médaille de bronze : 1 |                           | |            |
| Hockey sur glace       | Tournoi masculin          | Juhamatti Aaltonen Aleksander Barkov Mikael Granlund Juuso Hietanen Jarkko Immonen Jussi Jokinen Olli Jokinen Leo Komarov Sami Lepistö Petri Kontiola Lauri Korpikoski Lasse Kukkonen Jori Lehterä Kari Lehtonen Olli Määttä Antti Niemi Antti Pihlström Tuukka Rask Tuomo Ruutu Sakari Salminen Sami Salo Teemu Selänne Kimmo Timonen Ossi Väänänen Sami Vatanen | 22 février |

| Sport            | Médaille d'or, Jeux olympiques | Médaille d'argent, Jeux olympiques | Médaille de bronze, Jeux olympiques | Total |
| ---------------- | ------------------------------ | ---------------------------------- | ----------------------------------- | ----- |
| Ski de fond      | 1                              | 2                                  | 0                                   | 3     |
| Snowboard        | 0                              | 1                                  | 0                                   | 1     |
| Hockey sur glace | 0                              | 0                                  | 1                                   | 1     |
| Total            | 1                              | 3                                  | 1                                   | 5     |

## Hockey sur glace

### Tournoi masculin

#### Effectif
- Gardiens de but : Kari Lehtonen (Stars de Dallas), Antti Niemi (Sharks de San José), Tuukka Rask (Bruins de Boston).
- Défenseurs : Juuso Hietanen (Torpedo Nijni-Novgorod), Lasse Kukkonen (Kärpät Oulu), Sami Lepistö (Avtomobilist Iekaterinbourg), Olli Määttä (Penguins de Pittsburgh), Sami Salo (Lightning de Tampa Bay), Kimmo Timonen (Flyers de Philadelphie), Ossi Väänänen (Jokerit Helsinki), Sami Vatanen (Ducks d'Anaheim).
- Attaquants : Juhamatti Aaltonen (Kärpät Oulu), Aleksander Barkov (Panthers de la Floride), Mikael Granlund (Wild du Minnesota), Jarkko Immonen (Torpedo Nijni-Novgorod)[Note 1], Jussi Jokinen (Penguins de Pittsburgh), Olli Jokinen (Jets de Winnipeg), Leo Komarov (HK Dinamo Moscou), Petri Kontiola (Traktor Tcheliabinsk), Lauri Korpikoski (Coyotes de Phoenix), Jori Lehterä (Sibir Novossibirsk), Antti Pihlström (Salavat Ioulaïev Oufa), Tuomo Ruutu (Hurricanes de la Caroline), Sakari Salminen (Torpedo Nijni-Novgorod)[Note 1], Teemu Selänne (Ducks d'Anaheim).
- Entraîneur : Erkka Westerlund.
- Forfait  : Valtteri Filppula (Lightning de Tampa Bay), Mikko Koivu (Wild du Minnesota).

#### Résultats

##### Tour préliminaire
| Clt   | Équipe   | PJ | V | VP | D | DP | BP | BC | Diff | Pts |
| ----- | -------- | -- | - | -- | - | -- | -- | -- | ---- | --- |
| +001, | Canada   | 3  | 2 | 1  | 0 | 0  | 11 | 3  | 9    | 8   |
| +002, | Finlande | 3  | 2 | 0  | 0 | 1  | 15 | 7  | 8    | 7   |
| +003, | Autriche | 3  | 1 | 0  | 2 | 0  | 7  | 15 | -8   | 3   |
| +004, | Norvège  | 3  | 0 | 0  | 3 | 0  | 3  | 12 | -9   | 0   |

| 13 février 2014 | Finlande | 8-4 (4-2, 2-0, 2-0) | Autriche | Palais des glaces Bolchoï 5 664 spectateurs |

| Feuille de match | Feuille de match | Feuille de match                                | Feuille de match | Feuille de match                                                   |
| ---------------- | --- | ----------------------------------------------- | --- | ------------------------------------------------------------------ |
|                  | M. Granlund (T. Selänne, S. Vatanen) — 5 min 15 s S. Lepistö (J. Jokinen, T. Ruutu) — 11 min 23 s O. Määttä (O. Jokinen) — 19 min 25 s J. Immonen (J. Lehterä, O. Väänänen) — 19 min 33 s J. Jokinen (P. Kontiola) — 21 min 43 s P. Kontiola (M. Granlund) — 32 min 10 s J. Immonen (A. Barkov, S. Vatanen) — 51 min 25 s (SN) M. Granlund (K. Timonen, S. Vatanen) — 58 min 25 s (SN) | 0-1 1-1 1-2 2-2 3-2 4-2 5-2 6-2 6-3 7-3 7-4 8-4 | M. Grabner (M. Raffl) — 36 s T. Hundertpfund (T. Vanek) — 9 min 19 s M. Grabner (B. Lebler, M. Raffl) — 41 min 29 s M. Grabner (B. Lebler, M. Trattnig) — 54 min 22 s | Arbitrage : Daniel Piechaczek Ian Walsh Tommy George Brad Kovachik |
| Tuukka Rask      | Gardiens | Bernhard Starkbaum                              | | Arbitrage : Daniel Piechaczek Ian Walsh Tommy George Brad Kovachik |
|                  | |                                                 | | Arbitrage : Daniel Piechaczek Ian Walsh Tommy George Brad Kovachik |
|                  | |                                                 | | Arbitrage : Daniel Piechaczek Ian Walsh Tommy George Brad Kovachik |

| 14 février 2014 | Norvège | 1-6 (0-3, 0-2, 1-1) | Finlande | Chaïba Arena 3 018 spectateurs |

| Feuille de match        | Feuille de match                                     | Feuille de match            | Feuille de match | Feuille de match                                                       |
| ----------------------- | ---------------------------------------------------- | --------------------------- | --- | ---------------------------------------------------------------------- |
|                         | P. Skrøder ( M. Olimb, J. Holøs) — 41 min 1 s (2 SN) | 0–1 0–2 0–3 0–4 0–5 1–5 1–6 | T. Selänne (S. Vatanen, K. Lehtonen) — 5 min 46 s L. Korpikoski (O. Jokinen, O. Määttä) — 6 min 51 s J. Lehterä — 17 min 21 s L. Korpikoski (O. Määttä, T. Ruutu) — 28 min 3 s O. Jokinen (S. Salo, T. Ruutu) — 31 min 26 s O. Määttä (P. Kontiola, K. Lehtonen) — 57 min 41 s | Arbitrage : Lars Brüggemann Kelly Sutherland Derek Amell Chris Carlson |
| Lars Haugen Lars Volden | Gardiens                                             | Kari Lehtonen               | | Arbitrage : Lars Brüggemann Kelly Sutherland Derek Amell Chris Carlson |
| 6 min                   | Pénalités                                            | 6 min                       | | Arbitrage : Lars Brüggemann Kelly Sutherland Derek Amell Chris Carlson |
| 21                      | Tirs                                                 | 39                          | | Arbitrage : Lars Brüggemann Kelly Sutherland Derek Amell Chris Carlson |

| 16 février 2014 | Finlande | 1-2 (pr) (0-1, 1-0, 0-0, 0-1) | Canada | Palais des glaces Bolchoï |

| Feuille de match | Feuille de match                            | Feuille de match | Feuille de match                                                                         | Feuille de match                                                         |
| ---------------- | ------------------------------------------- | ---------------- | ---------------------------------------------------------------------------------------- | ------------------------------------------------------------------------ |
|                  | T. Ruutu (J. Jokinen, O. Väänänen) — 38 min | 0-1 1-1 1-2      | D. Doughty (S. Weber, S. Crosby) — 13 min 44 s (SN) D. Doughty (J. Carter) — 62 min 32 s | Arbitrage : Antonin Jerabek, Kevin Pollock Ivan Dedioulia, Brad Kovachik |
| Tuukka Rask      | Gardiens                                    | Carey Price      |                                                                                          | Arbitrage : Antonin Jerabek, Kevin Pollock Ivan Dedioulia, Brad Kovachik |
| 2 min            | Pénalités                                   | 2 min            |                                                                                          | Arbitrage : Antonin Jerabek, Kevin Pollock Ivan Dedioulia, Brad Kovachik |
| 15               | Tirs                                        | 27               |                                                                                          | Arbitrage : Antonin Jerabek, Kevin Pollock Ivan Dedioulia, Brad Kovachik |

##### Quarts de finale
| 19 février 2014 | Finlande | 3-1 (2-1, 1-0, 0-0) | Russie | Palais des glaces Bolchoï 11 654 spectateurs |

| Feuille de match | Feuille de match | Feuille de match                  | Feuille de match                               | Feuille de match                                                          |
| ---------------- | --- | --------------------------------- | ---------------------------------------------- | ------------------------------------------------------------------------- |
|                  | J. Aaltonen (P. Kontiola) — 9 min 18 s T. Selänne (M. Granlund) — 17 min 38 s M. Granlund (T. Selänne, K. Timonen) — 25 min 37 s | 0-1 1-1 2-1 3-1                   | I. Kovaltchouk (P. Datsiouk) — 7 min 51 s (SN) | Arbitrage : Kelly Sutherland Marcus Vinnerborg Greg Devorski Jesse Wilmot |
| Tuukka Rask      | Gardiens | Semion Varlamov Sergueï Bobrovski |                                                | Arbitrage : Kelly Sutherland Marcus Vinnerborg Greg Devorski Jesse Wilmot |
| 6 min            | Pénalités | 8 min                             |                                                | Arbitrage : Kelly Sutherland Marcus Vinnerborg Greg Devorski Jesse Wilmot |
| 22               | Tirs | 38                                |                                                | Arbitrage : Kelly Sutherland Marcus Vinnerborg Greg Devorski Jesse Wilmot |

##### Demi-finales
| 21 février 2014 | Suède | 2-1 (0-0, 2-1, 0-0) | Finlande | Palais des glaces Bolchoï 9 476 spectateurs |

| Feuille de match | Feuille de match                                                                                          | Feuille de match | Feuille de match                      | Feuille de match                                                  |
| ---------------- | --- | ---------------- | ------------------------------------- | ----------------------------------------------------------------- |
|                  | L. Eriksson (J. Ericsson, N. Bäckström) — 31 min 39 s E. Karlsson (A. Steen, D. Sedin) — 36 min 26 s (SN) | 0-1 1-1 2-1      | O. Jokinen (S. Vatanen) — 26 min 17 s | Arbitrage : Konstantin Olenine Tim Peel Derek Amell Chris Carlson |
| Henrik Lundqvist | Gardiens                                                                                                  | Kari Lehtonen    |                                       | Arbitrage : Konstantin Olenine Tim Peel Derek Amell Chris Carlson |
| 10 min           | Pénalités                                                                                                 | 4 min            |                                       | Arbitrage : Konstantin Olenine Tim Peel Derek Amell Chris Carlson |
| 25               | Tirs | 26               |                                       | Arbitrage : Konstantin Olenine Tim Peel Derek Amell Chris Carlson |

##### Match pour la médaille de bronze
| 22 février 2014 | Finlande | 5-0 (0-0, 2-0, 3-0) | États-Unis | Palais des glaces Bolchoï 9 052 spectateurs |

| Feuille de match | Feuille de match | Feuille de match    | Feuille de match | Feuille de match                                                     |
| ---------------- | --- | ------------------- | ---------------- | -------------------------------------------------------------------- |
|                  | T. Selänne (M. Granlund, L. Korpikoski) — 21 min 27 s J. Jokinen (J. Lehterä, P. Kontiola) — 21 min 38 s J. Hietanen (T. Ruutu, S. Lepistö) — 46 min 10 s T. Selänne (M. Granlund, L. Korpikoski) — 49 min 6 s (SN) O. Määttä (J. Lehterä, J. Jokinen) — 53 min 9 s (SN) | 1-0 2-0 3-0 4-0 5-0 | -                | Arbitrage : Konstantin Olenine Tim Peel Chris Carlson Ivan Dedioulia |
| Tuukka Rask      | Gardiens | Jonathan Quick      |                  | Arbitrage : Konstantin Olenine Tim Peel Chris Carlson Ivan Dedioulia |
| 4 min            | Pénalités | 12 min              |                  | Arbitrage : Konstantin Olenine Tim Peel Chris Carlson Ivan Dedioulia |
| 29               | Tirs | 27                  |                  | Arbitrage : Konstantin Olenine Tim Peel Chris Carlson Ivan Dedioulia |

### Tournoi féminin

#### Effectif
- Gardiennes de but : Meeri Räisänen (JYP Jyväskylä), Noora Räty (Ilves Tampere), Eveliina Suonpää (Team Oriflamme Kuortane)
- Défenseurs : Jenni Hiirikoski (JYP Jyväskylä), Mira Jalosuo (HK SKIF), Anna Kilponen (Team Oriflamme Kuortane), Rosa Lindstedt (JYP Jyväskylä), Saija Tarkki (Kärpät Oulu), Emma Terho (Espoo Blues), Tea Villila (Bulldogs de Minnesota-Duluth)
- Attaquantes : Venla Hovi (Kalevan Pallo), Michelle Karvinen (Fighting Sioux du Dakota du Nord), Emma Nuutinen (Espoo Blues), Annina Rajahuhta (Espoo Blues), Karoliina Rantamäki (HK SKIF), Vilma Tanskanen (Team Oriflamme Kuortane), Susanna Tapani (Fighting Sioux du Dakota du Nord), Nina Tikkinen (Kärpät Oulu), Minnamari Tuominen (Espoo Blues), Riikka Välilä (JYP Jyväskylä), Linda Välimäki (Espoo Blues)
- Entraîneur : Mika Pienniemi

#### Résultats

##### Tour préliminaire
| Clt   | Équipe     | PJ | V | VP | D | DP | BP | BC | Diff | Pts |
| ----- | ---------- | -- | - | -- | - | -- | -- | -- | ---- | --- |
| +001, | Canada     | 3  | 3 | 0  | 0 | 0  | 11 | 2  | +9   | 9   |
| +002, | États-Unis | 3  | 2 | 0  | 1 | 0  | 14 | 4  | +10  | 6   |
| +003, | Finlande   | 3  | 0 | 1  | 2 | 0  | 5  | 9  | -4   | 2   |
| +004, | Suisse     | 3  | 0 | 0  | 2 | 1  | 3  | 18 | -15  | 1   |

- Qualifiés pour les demi-finales
- Qualifié pour les quarts de finale

| 8 février 2014 12h00 | États-Unis | 3-1 (1-0, 2-0, 0-1) | Finlande | Arène de glace Chaïba, Sotchi 4 135 spectateurs |

| Feuille de match | Feuille de match                                                                          | Feuille de match | Feuille de match                     | Feuille de match                                                 |
| ---------------- | ----------------------------------------------------------------------------------------- | ---------------- | ------------------------------------ | ---------------------------------------------------------------- |
|                  | Knight — 53 s Stack (Knight, Bozek) — 27 min 42 s Carpenter (Schleper) — 35 min 59 s (SN) | 1-0 2-0 3-0 3-1  | Tapani (Karvinen) — 55 min 22 s (SN) | Arbitrage : Nicole Hertrich Therese Björkman et Stéphanie Gagnon |
| Vetter           | Gardiens                                                                                  | Räty             |                                      | Arbitrage : Nicole Hertrich Therese Björkman et Stéphanie Gagnon |
| 4 min            | Pénalités                                                                                 | 8 min            |                                      | Arbitrage : Nicole Hertrich Therese Björkman et Stéphanie Gagnon |
| 43               | Tirs                                                                                      | 15               |                                      | Arbitrage : Nicole Hertrich Therese Björkman et Stéphanie Gagnon |

| 10 février 2014 19h00 | Finlande | 0-3 (0-0, 0-0, 0-3) | Canada | Arène de glace Chaïba, Sotchi 4 837 spectateurs |

| Feuille de match | Feuille de match | Feuille de match | Feuille de match                                                                                  | Feuille de match                                          |
| ---------------- | ---------------- | ---------------- | ------------------------------------------------------------------------------------------------- | --------------------------------------------------------- |
|                  |                  | 0-1 0-2 0-3      | Agosta-Marciano — 49 min 27 s (SN) Hefford — 52 min 24 s Johnston (Hefford, Poulin) — 56 min 36 s | Arbitrage : Joy Tottman Therese Björkman et Laura Johnson |
| Räty             | Gardiens         | Szabados         |                                                                                                   | Arbitrage : Joy Tottman Therese Björkman et Laura Johnson |
| 10 min           | Pénalités        | 12 min           |                                                                                                   | Arbitrage : Joy Tottman Therese Björkman et Laura Johnson |
| 14               | Tirs             | 42               |                                                                                                   | Arbitrage : Joy Tottman Therese Björkman et Laura Johnson |

| 12 février 2014 12h00 | Suisse | 3-4 (pr) (0-2, 2-1, 1-0, 0-1) | Finlande | Arène de glace Chaïba, Sotchi 4 211 spectateurs |

| Feuille de match | Feuille de match                                                                              | Feuille de match            | Feuille de match | Feuille de match                                          |
| ---------------- | --------------------------------------------------------------------------------------------- | --------------------------- | --- | --------------------------------------------------------- |
|                  | Eggimann (Bullo) — 23 min 28 s Stanz (Lutz) — 28 min (SN) S. Marty (Bullo) — 56 min 25 s (SN) | 0-1 0-2 1-2 2-2 2-3 3-3 3-4 | Hiirikoski (Jalosuo, Karvinen) — 7 min 56 s Karvinen (Tapani, Kilponen) — 9 min 55 s (IN) Karvinen (Tapani, Hiirikoski) — 35 min 31 s (SN) Hiirikoski (Välimäki, Kilponen) — 62 min 38 s | Arbitrage : Erin Blair Laura Johnson et Michaela Kúdelová |
| Schelling        | Gardiens                                                                                      | Räty                        | | Arbitrage : Erin Blair Laura Johnson et Michaela Kúdelová |
| 31 min           | Pénalités                                                                                     | 12 min                      | | Arbitrage : Erin Blair Laura Johnson et Michaela Kúdelová |
| 27               | Tirs                                                                                          | 34                          | | Arbitrage : Erin Blair Laura Johnson et Michaela Kúdelová |

##### Phase finale

###### Tableau
|  | Quarts de finale                      | Quarts de finale                  |                                   |  | Demi-finales                      | Demi-finales                      |  |  | Finale                                | Finale                                |
|  | Quarts de finale                      | Quarts de finale                  |                                   |  | Demi-finales                      | Demi-finales                      |  |  | Finale                                | Finale                                |
|  |                                       |                                   |                                   |  |                                   |                                   |  |  |                                       |                                       |
|  | 15 février, Arène de glace Chaïba     | 15 février, Arène de glace Chaïba |                                   |  | 17 février, Arène de glace Chaïba | 17 février, Arène de glace Chaïba |  |  | 20 février, Palais des glaces Bolchoï | 20 février, Palais des glaces Bolchoï |
|  | 15 février, Arène de glace Chaïba     | 15 février, Arène de glace Chaïba |                                   |  | 17 février, Arène de glace Chaïba | 17 février, Arène de glace Chaïba |  |  | 20 février, Palais des glaces Bolchoï | 20 février, Palais des glaces Bolchoï |
|  | 15 février, Arène de glace Chaïba     | 15 février, Arène de glace Chaïba | Canada                            |  |                                   |                                   |  |  | 20 février, Palais des glaces Bolchoï | 20 février, Palais des glaces Bolchoï |
|  | Suisse                                | 2                                 |                                   |  |                                   |                                   |  |  | 20 février, Palais des glaces Bolchoï | 20 février, Palais des glaces Bolchoï |
|  | Suisse                                | 2                                 | Suisse                            |  |                                   |                                   |  |  | 20 février, Palais des glaces Bolchoï | 20 février, Palais des glaces Bolchoï |
|  | Russie                                | 0                                 |                                   |  |                                   |                                   |  |  | 20 février, Palais des glaces Bolchoï | 20 février, Palais des glaces Bolchoï |
|  | Russie                                | 0                                 | 17 février, Arène de glace Chaïba |  |                                   |                                   |  |  |                                       |                                       |
|  | 15 février, Arène de glace Chaïba     |                                   |                                   |  |                                   |                                   |  |  |                                       |                                       |
|  |                                       |                                   |                                   |  |                                   |                                   |  |  |                                       |                                       |
|  | Finlande                              | 2                                 |                                   |  |                                   |                                   |  |  |                                       |                                       |
|  | Finlande                              | 2                                 | Suède                             |  |                                   |                                   |  |  |                                       |                                       |
|  | Suède                                 | 4                                 |                                   |  |                                   |                                   |  |  |                                       |                                       |
|  | Suède                                 | 4                                 | États-Unis                        |  |                                   |                                   |  |  |                                       |                                       |
|  |                                       |                                   | Match pour la 3e place            |  |                                   |                                   |  |  |                                       |                                       |
|  |                                       |                                   |                                   |  |                                   |                                   |  |  |                                       |                                       |
|  | 20 février, Palais des glaces Bolchoï |                                   |                                   |  |                                   |                                   |  |  |                                       |                                       |
|  |                                       |                                   |                                   |  |                                   |                                   |  |  |                                       |                                       |
|  |                                       |                                   |                                   |  |                                   |                                   |  |  |                                       |                                       |
|  |                                       |                                   |                                   |  |                                   |                                   |  |  |                                       |                                       |
|  |                                       |                                   |                                   |  |                                   |                                   |  |  |                                       |                                       |
|  |                                       |                                   |                                   |  |                                   |                                   |  |  |                                       |                                       |

###### Quarts de finale
| 15 février 2014 | Finlande | 2-4 (0-0, 1-0, 1-4) | Suède | Arène de glace Chaïba 2 919 spectateurs |

| Feuille de match | Feuille de match                                                                           | Feuille de match        | Feuille de match | Feuille de match                                           |
| ---------------- | ------------------------------------------------------------------------------------------ | ----------------------- | --- | ---------------------------------------------------------- |
|                  | V. Hovi (L. Välimäki) — 33 min 16 s E. Nuutinen (K. Rantamäki, T. Lindstedt) — 45 min 21 s | 1-0 1-1 1-2 2-2 2-3 2-4 | A. Borgqvist (E. Nordin, P. Winberg) — 40 min 48 s (SN) L. Wester (J. Asserholt) — 45 min 9 s E. Eliasson (M. Löwenhielm, E. Grahm) — 55 min 45 s (SN) E. Nordin (P. Winberg, E. Andersson) — 59 min 19 s | Arbitrage : Nicole Hertrich Stéphanie Gagnon Laura Johnson |
| N. Räty          | Gardiens                                                                                   | V. Wallner              | | Arbitrage : Nicole Hertrich Stéphanie Gagnon Laura Johnson |
| 12 min           | Pénalités                                                                                  | 10 min                  | | Arbitrage : Nicole Hertrich Stéphanie Gagnon Laura Johnson |
| 31               | Tirs                                                                                       | 32                      | | Arbitrage : Nicole Hertrich Stéphanie Gagnon Laura Johnson |

##### Matchs de classement

###### Tableau
|  | Matchs de classement              | Matchs de classement              |                        |   | Match pour la 5e place            | Match pour la 5e place            |
|  | Matchs de classement              | Matchs de classement              |                        |   | Match pour la 5e place            | Match pour la 5e place            |
|  |                                   |                                   |                        |   |                                   |                                   |
|  | 16 février, Arène de glace Chaïba | 16 février, Arène de glace Chaïba |                        |   | 18 février, Arène de glace Chaïba | 18 février, Arène de glace Chaïba |
|  | 16 février, Arène de glace Chaïba | 16 février, Arène de glace Chaïba |                        |   | 18 février, Arène de glace Chaïba | 18 février, Arène de glace Chaïba |
|  | Finlande                          | 2                                 |                        |   | 18 février, Arène de glace Chaïba | 18 février, Arène de glace Chaïba |
|  | Finlande                          | 2                                 |                        |   | 18 février, Arène de glace Chaïba | 18 février, Arène de glace Chaïba |
|  | Allemagne                         | 1                                 |                        |   | 18 février, Arène de glace Chaïba | 18 février, Arène de glace Chaïba |
|  | Allemagne                         | 1                                 | Finlande               | 4 |                                   |                                   |
|  | 16 février, Arène de glace Chaïba |                                   | Finlande               | 4 |                                   |                                   |
|  |                                   | Russie                            | 0                      |   |                                   |                                   |
|  | Russie                            | Russie                            | 0                      | 6 |                                   |                                   |
|  | Russie                            |                                   |                        | 6 |                                   |                                   |
|  | Japon                             | 3                                 |                        |   |                                   |                                   |
|  | Japon                             | 3                                 | Match pour la 7e place |   |                                   |                                   |
|  |                                   |                                   |                        |   |                                   |                                   |
|  | 18 février, Arène de glace Chaïba |                                   |                        |   |                                   |                                   |
|  |                                   |                                   |                        |   |                                   |                                   |
|  | Allemagne                         | 3                                 |                        |   |                                   |                                   |
|  | Allemagne                         | 3                                 |                        |   |                                   |                                   |
|  | Japon                             | 2                                 |                        |   |                                   |                                   |
|  | Japon                             | 2                                 |                        |   |                                   |                                   |

###### Matchs de classement
| 16 février 2014 | Finlande | 2-1 (2-0, 0-1, 0-0) | Allemagne | Arène de glace Chaïba 2 009 spectateurs |

| Feuille de match | Feuille de match                                                             | Feuille de match | Feuille de match                | Feuille de match                                            |
| ---------------- | ---------------------------------------------------------------------------- | ---------------- | ------------------------------- | ----------------------------------------------------------- |
|                  | Hiirikoski (Välilä) — 1 min 15 s (SN) Karvinen (Välilä, Tapani) — 8 min 32 s | 1-0 2-0 2-1      | Evers (Götz) — 28 min 59 s (SN) | Arbitrage : Aina Høve Michaela Kúdelová et Zuzana Svobodová |
| Räty             | Gardiens                                                                     | Harss            |                                 | Arbitrage : Aina Høve Michaela Kúdelová et Zuzana Svobodová |
| 8 min            | Pénalités                                                                    | 8 min            |                                 | Arbitrage : Aina Høve Michaela Kúdelová et Zuzana Svobodová |
| 27               | Tirs                                                                         | 21               |                                 | Arbitrage : Aina Høve Michaela Kúdelová et Zuzana Svobodová |

###### Match pour la cinquième place
| 18 février 2014 | Finlande | 4-0 (2-0, 0-0, 2-0) | Russie | Arène de glace Chaïba 4 112 spectateurs |

| Feuille de match | Feuille de match | Feuille de match | Feuille de match | Feuille de match                                         |
| ---------------- | --- | ---------------- | ---------------- | -------------------------------------------------------- |
|                  | Välimäki (Rantamäki, Hovi) — 16 min 37 s Välilä (Tapani, Hiirikoski) — 17 min 28 s Karvinen (Välilä, Tarkki) — 42 min 30 s Karvinen (Välilä, Tuominen) — 43 min 31 s (SN) | 1-0 2-0 3-0 4-0  |                  | Arbitrage : Erin Blair Stéphanie Gagnon et Laura Johnson |
| Räty             | Gardiens | Prougova         |                  | Arbitrage : Erin Blair Stéphanie Gagnon et Laura Johnson |
| 14 min           | Pénalités | 12 min           |                  | Arbitrage : Erin Blair Stéphanie Gagnon et Laura Johnson |
| 29               | Tirs | 19               |                  | Arbitrage : Erin Blair Stéphanie Gagnon et Laura Johnson |